# Hala Kamienicka

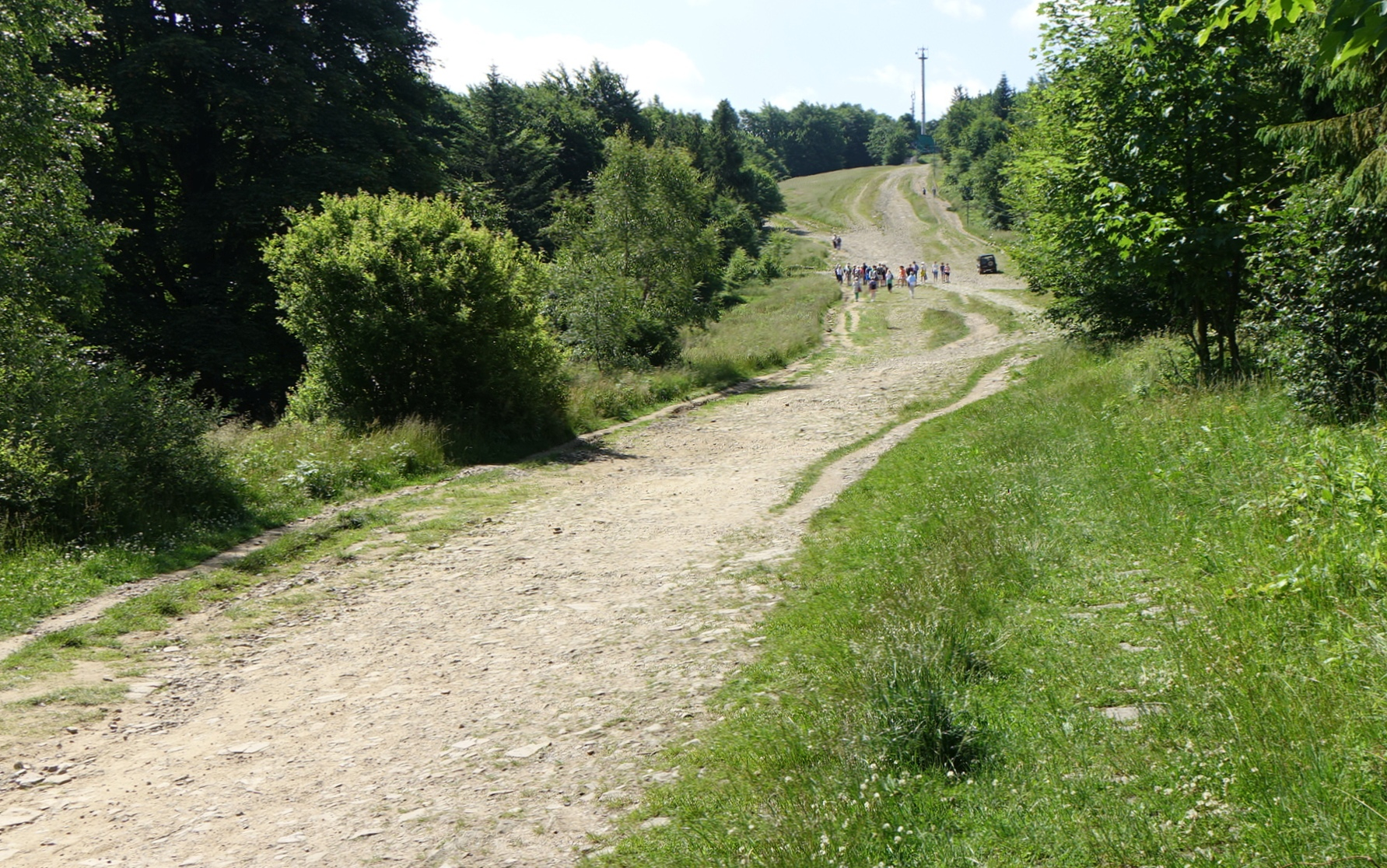

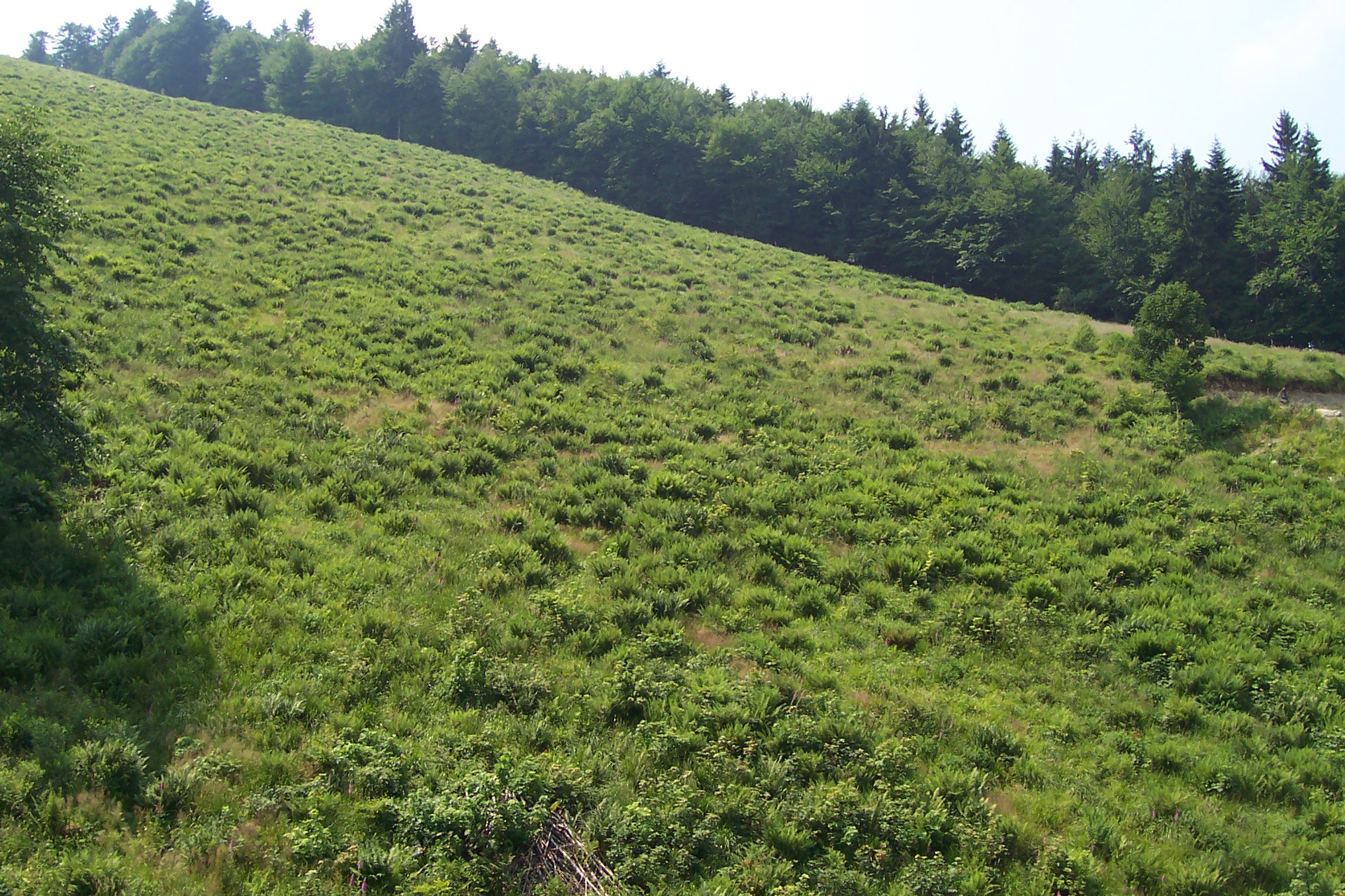

Hala Kamienicka – dawniej (do XIX w.) tereny wypasowe w rejonie grzbietu, opadającego ku północy od szczytu Szyndzielni w Beskidzie Śląskim. Należały do gospodarzy z położonej u północnych podnóży masywu Kamienicy (stąd nazwa). Obecnie nazwa ta odnosi się do niezbyt dużej, wydłużonej (ok. 500 m) polany, opadającej łagodnie spod szczytu Szyndzielni na północ, wzdłuż jej północnego grzbietu, a polana znajduje się w granicach miasta Bielsko-Biała i wsi Bystra (granica między nimi biegnie grzbietem Szyndzielni).
Polana po brzegach już częściowo zarasta, natomiast w osi grzbietu i biegnącej nim drogi na skutek wydeptywania zamieniła się w szeroki, kamienisty trakt. W górnej części polany wznosi się schronisko na Szyndzielni, zaś na jej dolnym skraju – górna stacja kolei linowej z Olszówki wraz z radiowo-telewizyjną stacją przekaźnikową.
Używane dawniej określenie Kamienicka Płyta stanowi niefortunnie użyte spolszczenie niemieckiej nazwy Kamnitzer Platte, odnoszącej się do całego szczytowego spiętrzenia Szyndzielni.
Obecnie hala jest terenem o ogromnym natężeniu ruchu turystycznego. Przez większą część roku przemierzają ją tłumy turystów, głównie na trasie od górnej stacji kolei linowej do schroniska. Przez halę biegną do wspomnianego schroniska szlaki turystyczne: czerwony, zielony i żółty. Tu kończą się również (przy górnej stacji kolei linowej) znaki żółtego szlaku z Wapienicy.
Zimą hala jest bardzo popularnym i łatwo dostępnym (kolej linowa) terenem narciarskim dla początkujących: narciarze mają do dyspozycji wyciąg talerzykowy długości 275 m. Tu także początek dwóch narciarskich tras zjazdowych – czerwonej i niebieskiej – z Szyndzielni do Olszówki Górnej.